# Chontal (Maia)
Os Chontal são um povo maia do estado mexicano de Tabasco.  Chonta, da palavra náuatle para chontalli, que significa estrangeiro, foi aplicado a vários grupos étnicos no México.  Os Chontal referem-se a si mesmos como Yokot'anob ou Yokot'an, que significa "os falantes de Yoko ochoco",  mas escritores sobre eles se referem a eles como Chontal de Centla,  Chontal de Tabasco,   ou em espanhol, Chontales. Eles se consideram descendentes dos Olmecas,  e não estão relacionados com o Chontal oaxácano (Mixtecas).